# Falguera mascle

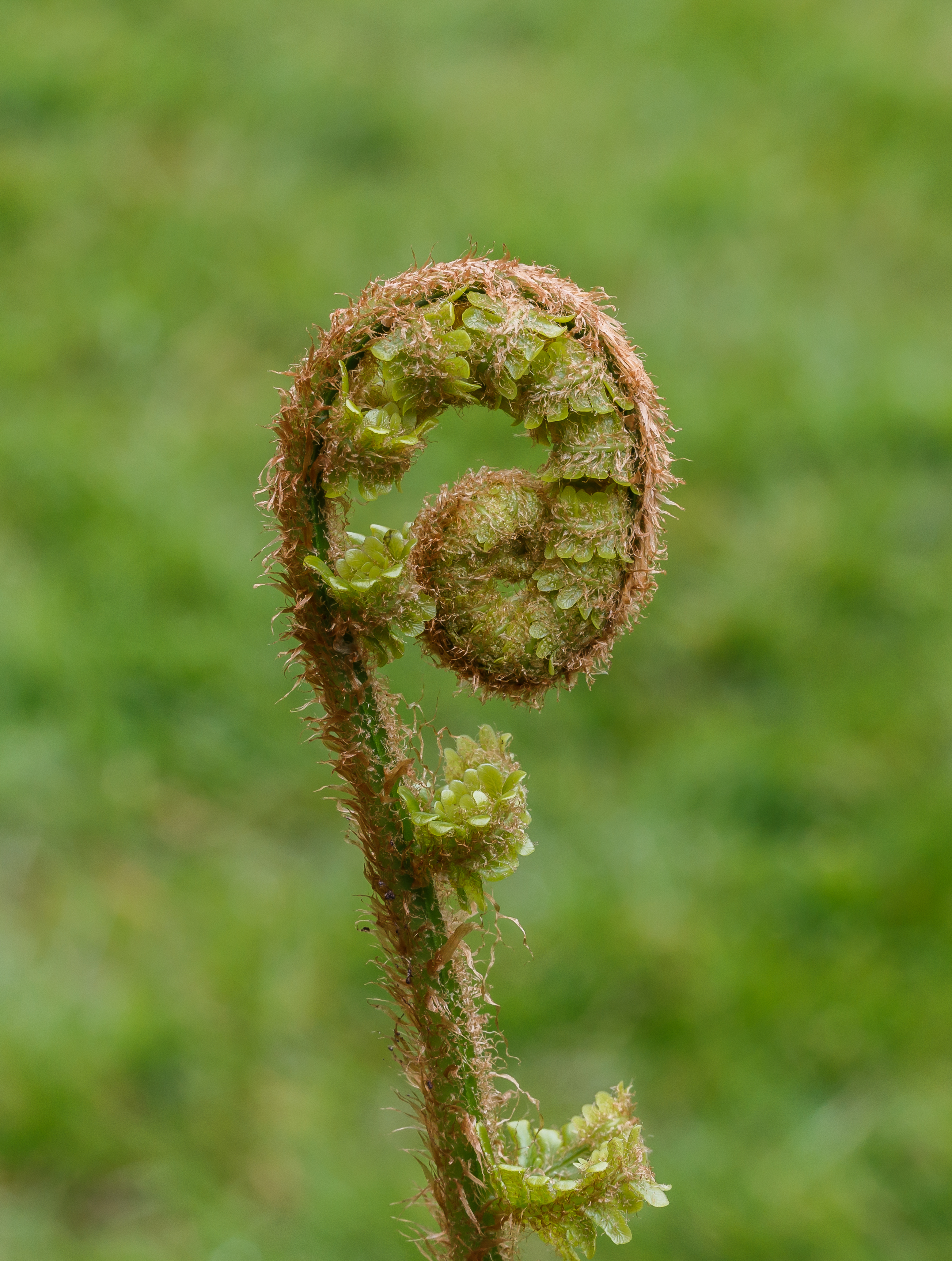
Detall de la formació de fulles noves en una falguera mascle

La falguera mascle (Dryopteris filix-mas) és una espècie de falguera de la família Dryopteridaceae, una de les més comunes distribuïda per l'hemisferi nord temperat del globus: Europa, Àsia i Nord-amèrica (molt menys abundant). Pot viure en diversos ecosistemes, com ara les vores dels rius o en zones de boscos foscos i humits d'Europa i Amèrica. A Catalunya, es troba sobretot als Pirineus i al pre-Pirineu, sense excloure cap zona boscosa humida.
S'anomena falguera mascle per diferenciar-la de la femella, anomenada Athyrium filix-femina.

## Noms comuns
És una espècie ben coneguda als Països Catalans que rep nombrosos noms comuns: falguera mascle, falzia mascle, falguera, falguera alta, falguera de jardí, falguera de muntanya, falguera mosquera, falguerola, falzilla mascle, folguera mascle, falaguera, falaguera mascle, foguera, foguera de jardí, foguera mosquera, fouguera mascle.

## Descripció morfològica
És un arbust que pot arribar a mesurar uns 50 cm d'alçada. La seva rel surt del rizoma, que està mig soterrat, i s'implanta superficialment al sòl del bosc. La tija presenta una forma erecta en forma de rizoma que serveix de base de la planta. Quant a les fulles, de la tija en surten de dues en dues (bipinnades); poden arribar a haver-hi entre 20 i 35 pinnes. Té dues formes vitals o de Raunkjaer, com a esporòfit i com a gametòfit. No presenta òrgans reproductors en la fase del cicle vital que veiem, la de l'esporòfit, que és la fase diploide. Durant la seva fase haploide, produeix gàmetes masculins i femenins, però en cap moment s'observa cap òrgan reproductor en la planta: no presenta androceu ni gineceu. És una planta que no té flors ni tampoc dona cap fruit. La separació de sexes es dona en la fase haploide.

## Ecologia
Predomina en boscos humits i ombrívols. La maduració de les espores es duu a terme entre l'agost i el novembre, quan l'indusium comença a assecar-se, ajudant a una millor dispersió de les espores.

## Farmacologia

### Part utilitzada
Les parts que s'utilitzen d'aquesta planta són el rizoma i l'arrel.

### Composició química
Els principis actius d'aquest rizoma pertanyen al grup dels floroglúcids, és a dir, substàncies de tipus fenòlic emparentades químicament amb la catequina, l'antocianidina i la floroglucina.

### Usos medicinals
De l'arrel i el rizoma, es prenen 5 g de matí i 5 més a la nit, juntament amb un purgant salí (sulfat de sodi o sulfat de magnesi) per aconseguir l'efecte medicinal. 	

### Accions farmacològiques
La falguera es fa servir per a paralitzar els músculs de les tènies i altres paràsits intestinals. D'aquesta forma, el cuc es desprèn de les parets de l'intestí.

### Toxicitat
Durant el dia que s'ha ingerit la falguera, no es pot beure alcohol ni consumir oli. En dosis més elevades produeix nàusees, vòmits i diarrees. En la intoxicació per sobredosi es produeix, a més, icterícia, albuminúria, debilitat muscular i convulsions. No és recomanable fer ús del remei per qui pateixi anèmia, gastritis, úlcera gastroduodenal o cardiopaties.

## Observacions
Com a curiositat, cal citar que aquesta planta, per la seva propietat antihelmíntica, s'ha anomenat en antigues literatures com a falguera de cuc.